# کیشی تورانغیل
کیشی تورانغیل (قزاقی: Кіші Тораңғыл) یک دریاچه در استان قزاقستان شمالی کشور قزاقستان است.